# Puchar Intertoto UEFA (2001)
Puchar Intertoto UEFA 2000 był 41. edycją piłkarskiego turnieju, siódmą pod egidą UEFA. Turniej toczył się w formule pucharowej z udziałem 60 drużyn. Zespoły zagrały o trzy miejsca w Pucharze UEFA.

## Pierwsza runda
| Drużyna 1                            | Wynik dwumeczu | Drużyna 2             | Pierwszy mecz | Drugi mecz  |
| ------------------------------------ | -------------- | --------------------- | ------------- | ----------- |
| CS Universitatea Craiova             | 4:3            | Bylis Ballsh          | 3:3           | 1:0         |
| Aarhus GF                            | 2:7            | Publikum Celje        | 1:0           | 1:7         |
| Dundee                               | 2:5            | Sartid                | 0:0           | 2:5         |
| UE Sant Julià                        | 1:9            | FC Lausanne-Sport     | 1:3           | 0:6         |
| Anorthosis Famagusta                 | 0:9            | Slaven Belupo         | 0:2           | 0:7         |
| Carmarthen Town                      | 0:3            | AIK Fotboll           | 0:0           | 0:3         |
| B68 Toftir                           | 2:4            | Lokeren               | 2:4           | 0:0         |
| Cork City                            | 1:3            | Liepājas Metalurgs    | 0:1           | 1:2         |
| WIT Georgia Tbilisi                  | 2:2(br. wyj.)  | SV Ried               | 1:0           | 1:2         |
| Dynama Mińsk                         | 7:1            | CS Hobscheid          | 6:0           | 1:1         |
| Tatabányai Bányász                   | 5:4            | Szirak Giumri         | 2:3           | 3:1         |
| Zagłębie Lubin                       | 4:1            | Hibernians            | 4:0           | 0:1         |
| Tiligul Tyraspol                     | 4:1            | Cliftonville F.C.     | 1:0           | 3:1 (dogr.) |
| Jazz Pori                            | 2:2(br. wyj.)  | Gloria Bystrzyca      | 1:0           | 1:2         |
| Hapoel Hajfa                         | 5:0            | Tallinna FC TVMK      | 2:0           | 3:0         |
| Ekranas Poniewież                    | 2:2 (k. 4:5)   | FK Artmedia Petržalka | 1:1           | 1:1         |
| Dyskobolia Grodzisk Wielkopolski     | 1:4            | Spartak Warna         | 1:0           | 0:4         |
| Grindavík                            | 3:1            | Viləş Masallı         | 1:0           | 2:1         |
| Čelik Zenica                         | 6:3            | Denizlispor           | 1:0           | 5:3         |
| NK Zagreb                            | 2:3            | Pobeda Prilep         | 1:2           | 1:1         |
| Po lewej gospodarz pierwszego meczu. |                |                       |               |             |

## Druga runda
| Drużyna 1                            | Wynik dwumeczu | Drużyna 2                | Pierwszy mecz | Drugi mecz |
| ------------------------------------ | -------------- | ------------------------ | ------------- | ---------- |
| Čelik Zenica                         | 1:2            | KAA Gent                 | 1:0           | 0:2        |
| Slaven Belupo                        | 2:0            | Bastia                   | 1:0           | 1:0        |
| Pobeda Prilep                        | 4:1            | Çaykur Rizespor          | 2:1           | 2:0        |
| Sturm Graz                           | 3:4            | FC Lausanne-Sport        | 0:1           | 3:3        |
| Dynama Mińsk                         | 3:0            | Hapoel Hajfa             | 2:0           | 1:0        |
| FC Basel                             | 5:0            | Grindavík                | 3:0           | 2:0        |
| Troyes                               | 7:1            | WIT Georgia Tbilisi      | 6:0           | 1:1        |
| Odense BK                            | 2:4            | AIK Fotboll              | 2:2           | 0:2        |
| TSV 1860 Monachium                   | 6:3            | Sartid                   | 3:1           | 3:2        |
| 1. FC Synot                          | 5:4            | CS Universitatea Craiova | 3:2           | 2:2        |
| Zagłębie Lubin                       | 3:4            | Lokeren                  | 2:2           | 1:2        |
| Liepājas Metalurgs                   | 4:8            | Heerenveen               | 3:2           | 1:6        |
| Tiligul Tyraspol                     | 1:5            | Tatabányai Bányász       | 1:1           | 0:4        |
| Publikum Celje                       | 6:1            | FK Artmedia Petržalka    | 5:0           | 1:1        |
| Spartak Warna                        | 2:5            | Tawrija Symferopol       | 0:3           | 2:2        |
| Paris Saint-Germain                  | 7:1            | Jazz Pori                | 3:0           | 4:1        |
| Po lewej gospodarz pierwszego meczu. |                |                          |               |            |

## Trzecia runda
| Drużyna 1                            | Wynik dwumeczu | Drużyna 2           | Pierwszy mecz | Drugi mecz |
| ------------------------------------ | -------------- | ------------------- | ------------- | ---------- |
| Lokeren                              | 0:5            | Newcastle United    | 0:4           | 0:1        |
| Chmel Blšany                         | 1:0            | Pobeda Prilep       | 0:0           | 1:0        |
| Slaven Belupo                        | 2:3            | Aston Villa         | 2:1           | 0:2        |
| VfL Wolfsburg                        | 4:3            | Dynama Mińsk        | 4:3           | 0:0        |
| Werder Brema                         | 3:3(br. wyj.)  | KAA Gent            | 2:3           | 1:0        |
| Brescia                              | 3:2            | Tatabányai Bányász  | 2:1           | 1:1        |
| FC Basel                             | 5:3            | Heerenveen          | 2:1           | 3:2        |
| Publikum Celje                       | 1:1(br. wyj.)  | FC Lausanne-Sport   | 1:1           | 0:0        |
| Troyes                               | 4:2            | AIK Fotboll         | 2:1           | 2:1        |
| Tawrija Symferopol                   | 0:5            | Paris Saint-Germain | 0:1           | 0:4        |
| RKC Waalwijk                         | 2:5            | TSV 1860 Monachium  | 1:2           | 1:3        |
| Stade Rennes                         | 7:4            | 1. FC Synot         | 5:0           | 2:4        |
| Po lewej gospodarz pierwszego meczu. |                |                     |               |            |

## Półfinał
| Drużyna 1                            | Wynik dwumeczu | Drużyna 2           | Pierwszy mecz | Drugi mecz |
| ------------------------------------ | -------------- | ------------------- | ------------- | ---------- |
| Stade Rennes                         | 2:2(br. wyj.)  | Aston Villa         | 2:1           | 0:1        |
| KAA Gent                             | 1:7            | Paris Saint-Germain | 0:0           | 1:7        |
| Chmel Blšany                         | 3:4            | Brescia             | 1:2           | 2:2        |
| FC Basel                             | 5:2            | FC Lausanne-Sport   | 3:0           | 2:2        |
| TSV 1860 Monachium                   | 3:6            | Newcastle United    | 2:3           | 1:3        |
| Troyes                               | 3:2            | VfL Wolfsburg       | 1:0           | 2:2        |
| Po lewej gospodarz pierwszego meczu. |                |                     |               |            |

## Finał
| Drużyna 1                            | Wynik dwumeczu | Drużyna 2        | Pierwszy mecz | Drugi mecz |
| ------------------------------------ | -------------- | ---------------- | ------------- | ---------- |
| FC Basel                             | 2:5            | Aston Villa      | 1:1           | 1:4        |
| Paris Saint-Germain                  | 1:1(br. wyj.)  | Brescia          | 0:0           | 1:1        |
| Troyes                               | 4:4(br. wyj.)  | Newcastle United | 0:0           | 4:4        |
| Po lewej gospodarz pierwszego meczu. |                |                  |               |            |